# Rachel Corrie
Rachel Aliene Corrie (født 10. april 1979, død 16. marts 2003) var en amerikansk menneskerettighedsaktivist og medlem af International Solidarity Movement (ISM), der blev knust til døde af en israelsk pansret bulldozer tilhørende Israel Defense Forces, mens hun forsøgte at beskytte et palæstinensisk hjem fra nedrivning i 2003. Skuespillet My Name Is Rachel Corrie er baseret på hendes liv. Hendes dagbøger og breve blev i 2008 udgivet som Let Me Stand Alone, en bog der "åbner et vindue til modningen af en ung kvinde, der forsøger at gøre verden til et bedre sted at leve". Skibet MV Rachel Corrie bærer hendes navn.
Jennifer Loewenstein har sammenlignet hende med Anne Frank.